# 安德鲁·帕森斯
安德鲁·乔治·威廉·帕森斯（葡萄牙語：Andrew George William Parsons，1977年2月10日—），巴西籍苏格兰裔记者、体育官员，现任國際帕拉林匹克委員會主席（第3任），2018年当选为国际奥林匹克委员会委员。

## 个人经历
帕森斯出生于巴西的一个苏格兰裔家庭，2005年至2009年任美洲残疾人奥林匹克委员会主席，2009年至2017年任巴西残疾人奥林匹克委员会主席，2013年至2017年任国际残奥委会副主席。2017年9月8日，国际残疾人奥林匹克委员会第18届代表大会在阿拉伯联合酋长国阿布扎比举行，帕森斯当选为第3任國際帕拉林匹克委員會主席，接任从2001年履职的上届主席菲利普·克雷文。帕森斯本人并没有残疾，他表示“这一事实让某些观察者感到惊讶”。

## 事件

### 在北京冬残奥会开幕式上的致辞
2022年3月4日2022年冬季残疾人奥林匹克运动会开幕式期间，帕森斯在讲话开头将“People's Republic”（人民共和国）口误为“Republic”（民国/共和国），但后来没有更正错误，接着说“China”（中国），连带影响了中国中央电视台沒有将中国领导人习近平的头衔翻译出来。次日，国际残奥委会就这一口误致歉，表示帕森斯因过于激动而酿成失误。
另外，在这段致辞中，帕森斯打破数十年来鲜少对政局表态的传统，针对俄罗斯入侵乌克兰发言，表示：「在国际奥委会，我们渴望一个更美好、更包容，没有歧视，免于仇恨，免于无知，免于冲突的世界」，并补充道「奥林匹克休战是第76届联合国大会上193个会员国一致通过的联合国决议。它必须得到尊重和遵守，而不是违反。」相关内容在中央广播电视总台转播中，以及之后新华社发布的中文版演讲稿中没有即时翻译，转播时帕森斯的声音音量也被调低，连他为乌克兰运动员鼓掌的影像也被切换。国际残奥委会当晚就对其主席的演讲被审查一事提出质问，要求中国当局作出解释。但过了24小时，国际残奥会发言人克雷格斯宾塞告诉《法新社》，他们仍然没有得到中国当局的任何答复。